# Província d'Uva
La província d'Uva (singalès: ඌව පළාත Uva Palata, tàmil: ஊவா மாகாணம் Uva Maakaanam) és una província de Sri Lanka, la segona província menys poblada, amb 1.259.880 habitants, creada el 1896. Consisteix en dos districtes: Badulla i Moneragala. La capital provincial és Badulla. Uva està limitada per la província Oriental, la Província de Sud i la província Central. Les seves atraccions turístiques més importants són les cascades de Dunhinda, les casacades de Diyaluma, les cascades de Rawana, el Parc Nacional Yala (en part també a les províncies del Sud i Oriental) i el Parc Nacional de Gal Oya (en part a la Província Oriental). Els turons de Gal Oya i les muntanyes Centrals són els serrats principals, mentre el riu Mahaweli (Great Sandy) i el riu Menik (nom que vol dir Gemma) i els enormes embassaments de Senanayake Samudraya i Maduru Oya són els principals cursos d'aigua.

## Ciutats importants

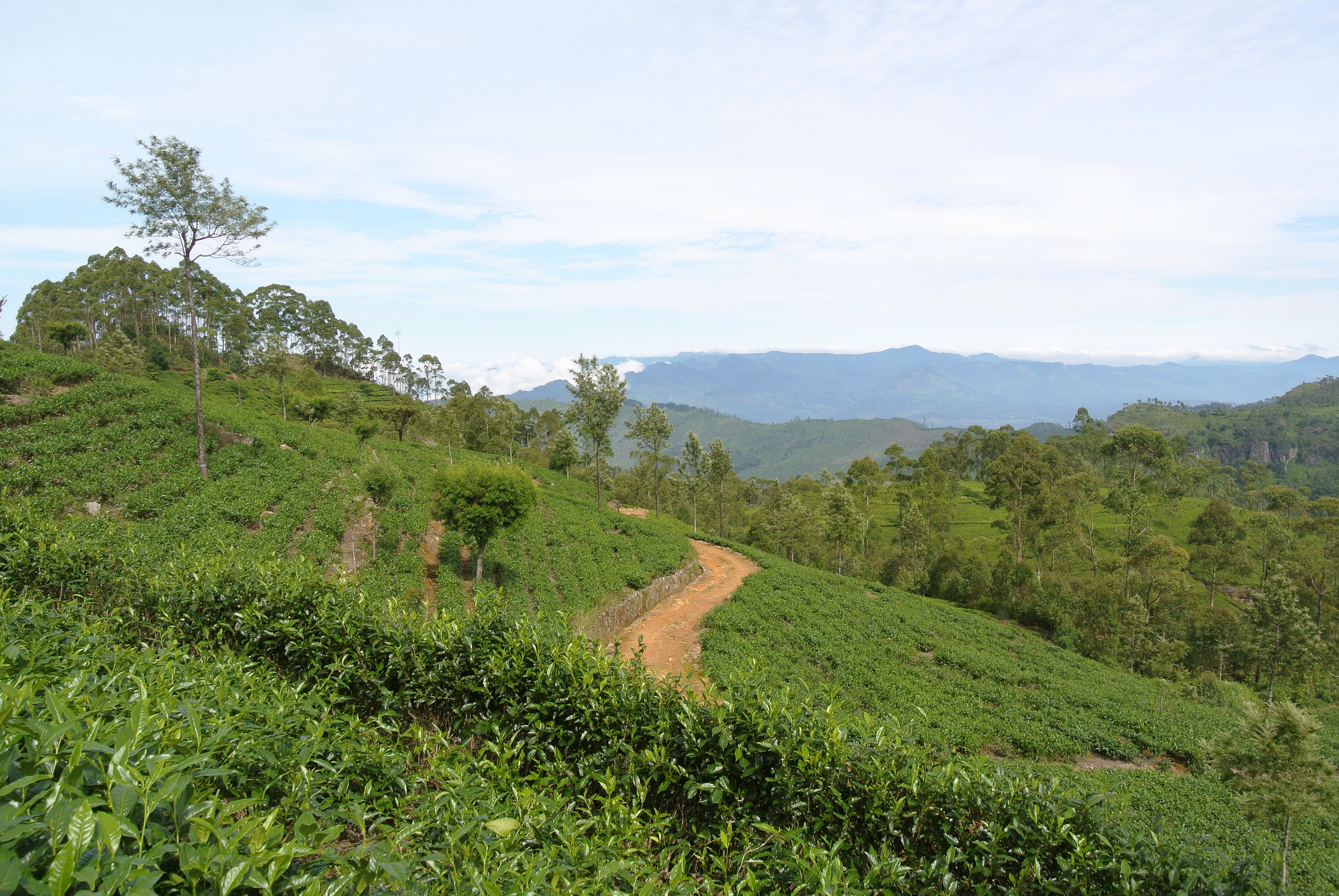
Una plantació de te a Haputale

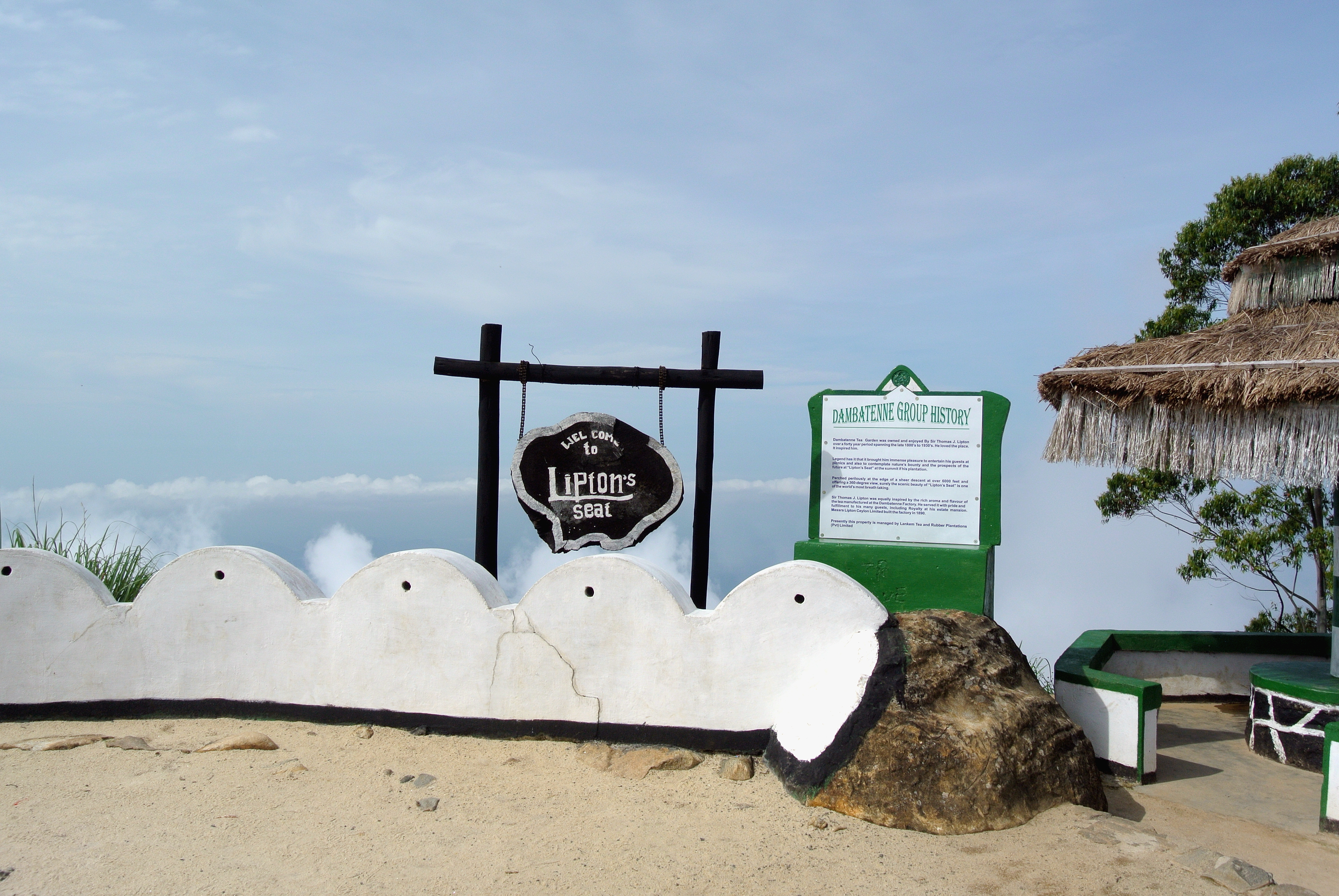
Seu de Lipton

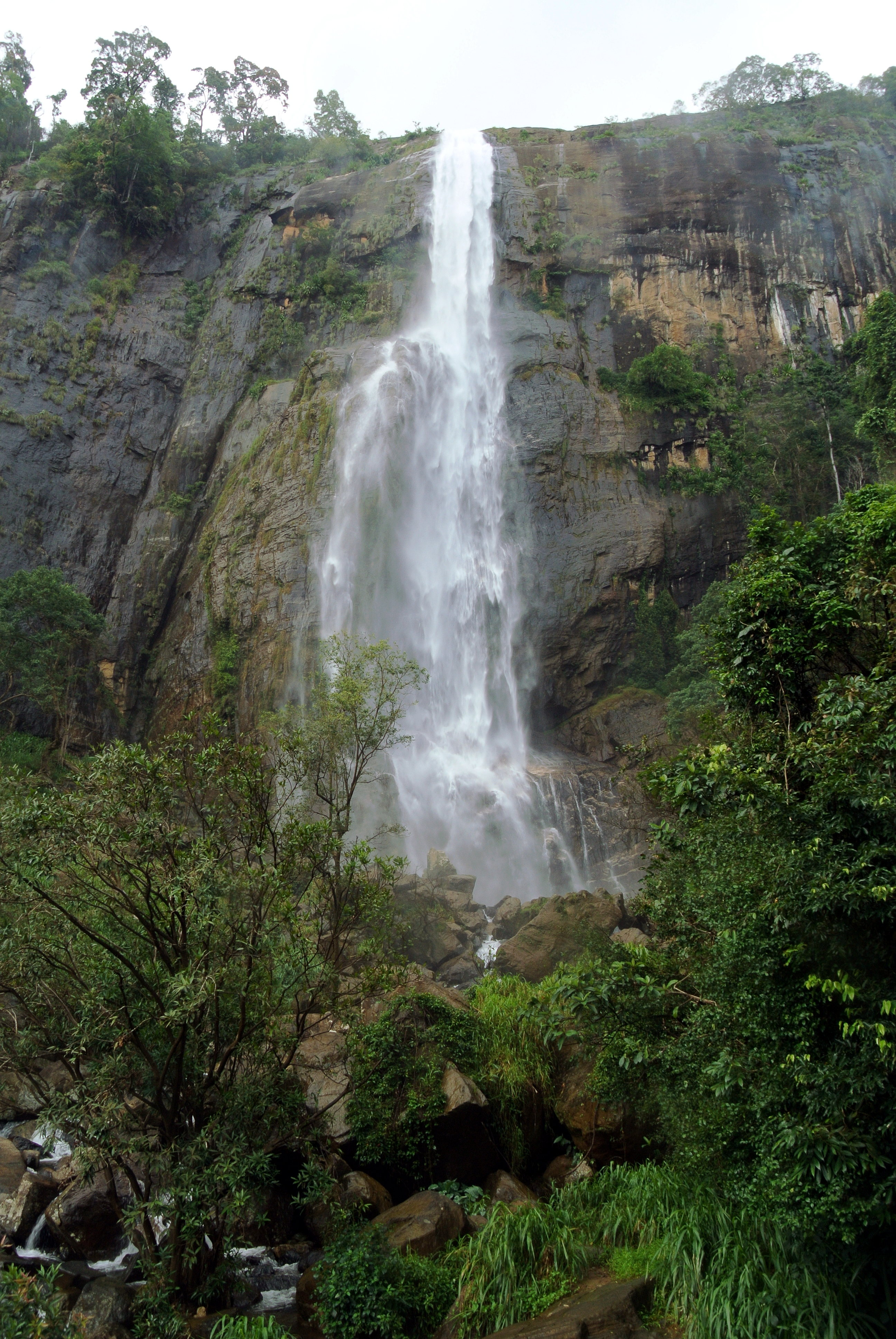
Diyaluma (cascades)

- Badulla
- Bandarawela
- Haputale
- Monaragala

## Història

### Història antiga
La província té gran quantitat d'incidents històrics des de l'era de Ravana. Diverses fonts identifiquen que el rei Ravana havia governat el país des de Badulla. Les cascades de Ravana, la cova de Ravana, la muntanya Hakgala, el temple Diurumwela són les places relacionades amb la història de Ravana. El temple de Mahiyangana Raja Maha Vihara és el lloc de la primera visita de Buda a Sri Lanka. Hi ha alguns temples antics en la província com Muthiyangana Raja Maha Vihara i Kataragama.

### Regne d'Uwa
El 1628 el rei Senarat la va erigir en un regne pel seu fill Kumara Sinha que el va administrar fins al 1635, i a la mort del pare fou rei, però supeditat al germà Raja Sinha II que governada a Senkadagala, al que aquesta posició superior havia correspost per sorteig. El 1929 una expedició del príncep Kumara Sinha va sortir d'Uwa i va atacar territori portuguès durant un mes, sense que els lusitans poguessin sortir de les posicions fortificades per manca de recursos. Kumara Sinha va morir el 1638 i Raja Sinha II va prendre possessió del seu principat d'Uwa sense compartir res amb el seu germà Wijaya Pala (Vijayapala) de Matale, com aquest demanava. Això va empènyer a Wijaya a la guerra (setembre de 1638) però Wijaya, que disposava de 8000 homes, fou derrotat i fet presoner, quedant en residència vigilada a Senkadagala. El regne d'Uwa (o Uva) va quedar unit en endavant al d'Uda Rata.

### Història moderna
La història provincial enregistra la revolta el 1818 (la Tercera Guerra de Kandy) contra el govern colonial britànic que havia estat controlant el formalment independent regne de Udarata (que en singalès vol dir Alt País o País dels Turons), del qual Uva era una província o disawani. La revolta va ser dirigida per Keppetipola Disawe - un dirigent rebel que els singalesos celebren fins i tot avui - que va ser enviat inicialment pel Govern britànic per parar la revolta. Els rebels van capturar Matale i Kandy abans que Keppetipola caigués malalt i fos capturat i decapitat pels britànics. El seu crani era anormal - més ample que habitualment - i va ser enviat a la Gran Bretanya per anàlisi. Va ser retornat a Sri Lanka després de la independència, i ara es troba en el Museu de Kandy.
Els britànics van suprimir amb èxit la rebel·lió i com a càstig tota la població de mascles de Uva per sobre de 18 anys va ser morta mentre les cases en la regió sencera també van ser destruïts. També es va destruir els sistemes de reg, es van enverinar les fonts i pous, es va matar tot el bestiar i altres animals domesticats, i es va cremar tot els camps conreats en l'àrea de revolta. L'àrea de Wellassa, nom derivat de "wel lakshaya" literalment "cent mil arrossars" en singalès, estava composta de milers de camps d'arrossar conreats que produïen una collita substancial. Tanmateix, aquesta àrea encara no s'ha recuperat d'aquesta política de terra cremada dels britànics.

## Divisions administratives

### Districtes
Uva està dividida en 2 districtes:
- Badulla 2.861 km²
- Moneragala 5.639 km²

### Secretariats divisionals
Els districtes de Sri Lanka estan dividits en sub-unitats anomenats secretariats divisionals. Aquests eren al principi basat en els comtats feudals, els korales i rates. Eren anteriorment coneguts com a 'D.R.O. Divisions' pel 'Divisional Revenue Officer'. Més tard el D.R.O. va esdevenir 'Assistant Government Agents' (A.G.A.). Actualment, les divisions són administrades per un 'Secretari Divisional', i són conegudes com a 'D.S. Divisions'.
Hi ha 26 secretariats divisionals a la província de Uva, 15 al districte de Badulla i 11 al de Moneragala.

## Muntanyes
La muntanya simbòlica és Namunukula que és la més alta entre la serralada que envolta la ciutat de Badulla. Es poden aconseguir vistes espectaculars de la conca de Welimada, Katharagama i la platja de Hambantota des del cim de Namunukula en un dia clar. Les vistes de la sortida i la caiguda del Sol són magnífics també.
La Serralada de Haputale té el seu cim més alt, Kirigalpottha. A Haputale-Beragala hi ha una vista esplèndida de les províncies del Sud i de Sabaragamuwa en un dia clar.